# Pralognan-la-Vanoise
Pralognan-la-Vanoise là một xã thuộc tỉnh Savoie trong vùng Auvergne-Rhône-Alpes ở đông nam nước Pháp.